# Mecodina bocanidia
Mecodina bocanidia är en fjärilsart som beskrevs av Butler 1882. Mecodina bocanidia ingår i släktet Mecodina och familjen nattflyn. Inga underarter finns listade i Catalogue of Life.